# هیلی (مبلمان)
هیلی (به انگلیسی: Hille) (‎/ˈhɪli/‎ HIL-ee}) یک تولیدکنندۀ مبلمان مدرن بریتانیایی است که به ویژه برای طیف وسیعی از صندلی‌های مدرنیستی مورد توجه قرار گرفته‌ است. محصولات آن در تاریخ طراحی داخلی تأثیرگذار بوده‌است و این شرکت در سطح بین‌المللی در تعدادی از پروژه‌های بزرگ طراحی از جمله مبلمان سالن رویال فستیوال و فرودگاه گاتویک مشغول بوده‌ است. تعدادی از طراحان برجستۀ مبلمان از جمله رابین دی و فرد اسکات برای هیل کار کرده‌اند.

## نگارخانه

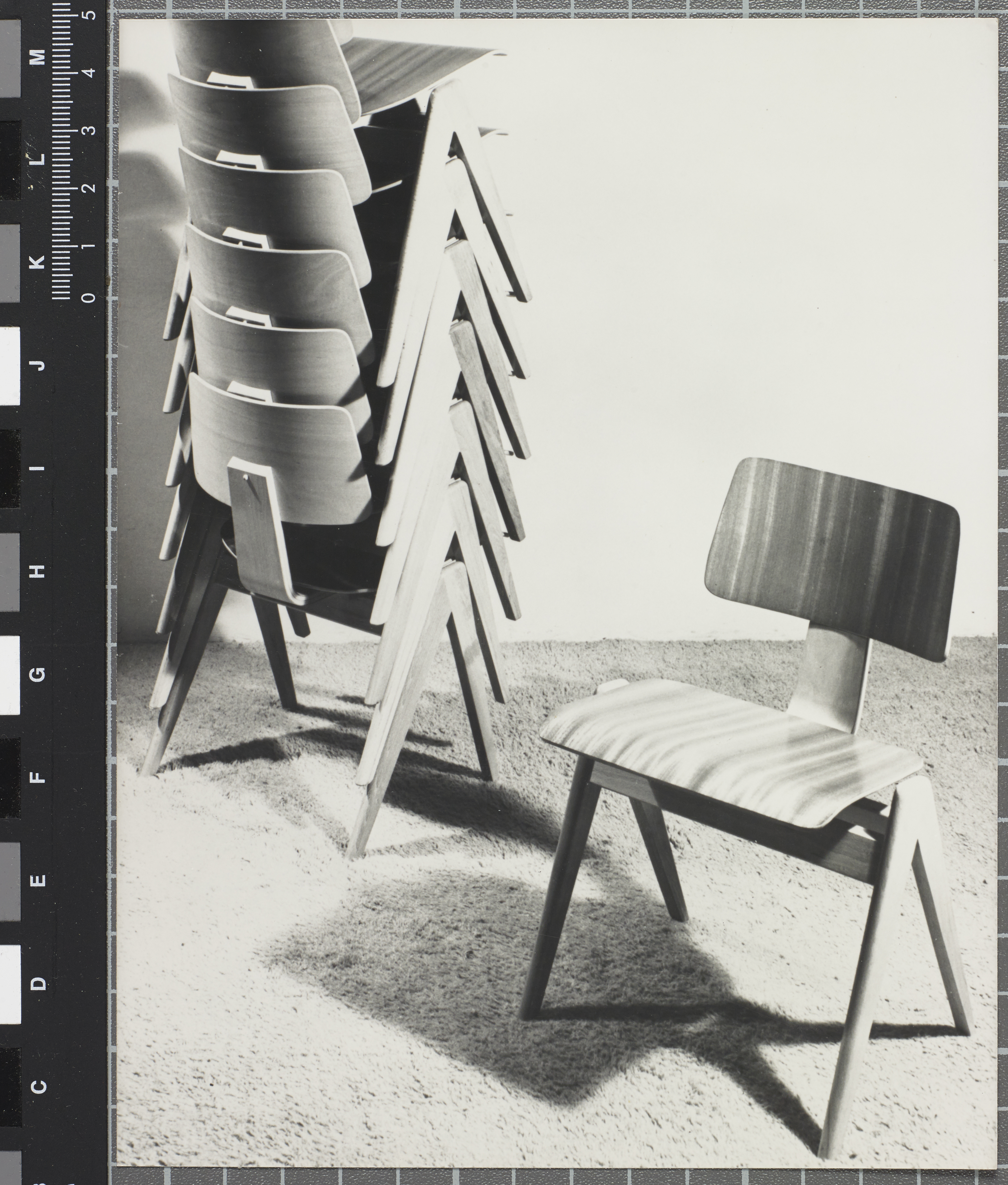
صندلی «هیلی‌استاک» (رابین دی، ۱۹۵۱ میلادی) نسخهٔ اولیه که مفصل اصلی پایه را نشان می‌دهد
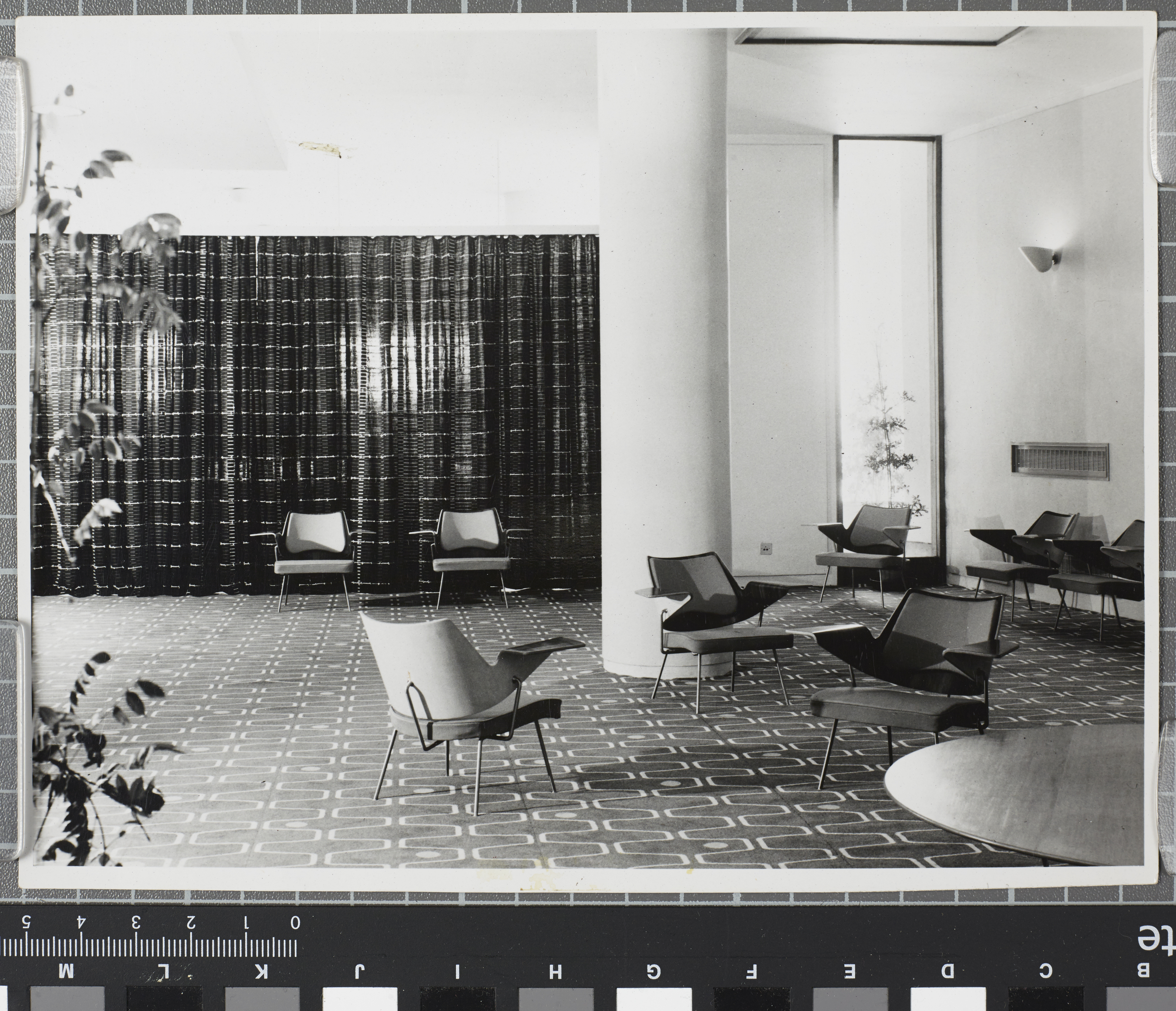
صندلی‌های راحتی سالن رویال فستیوال هال (رابین دی، ۱۹۵۱ میلادی)
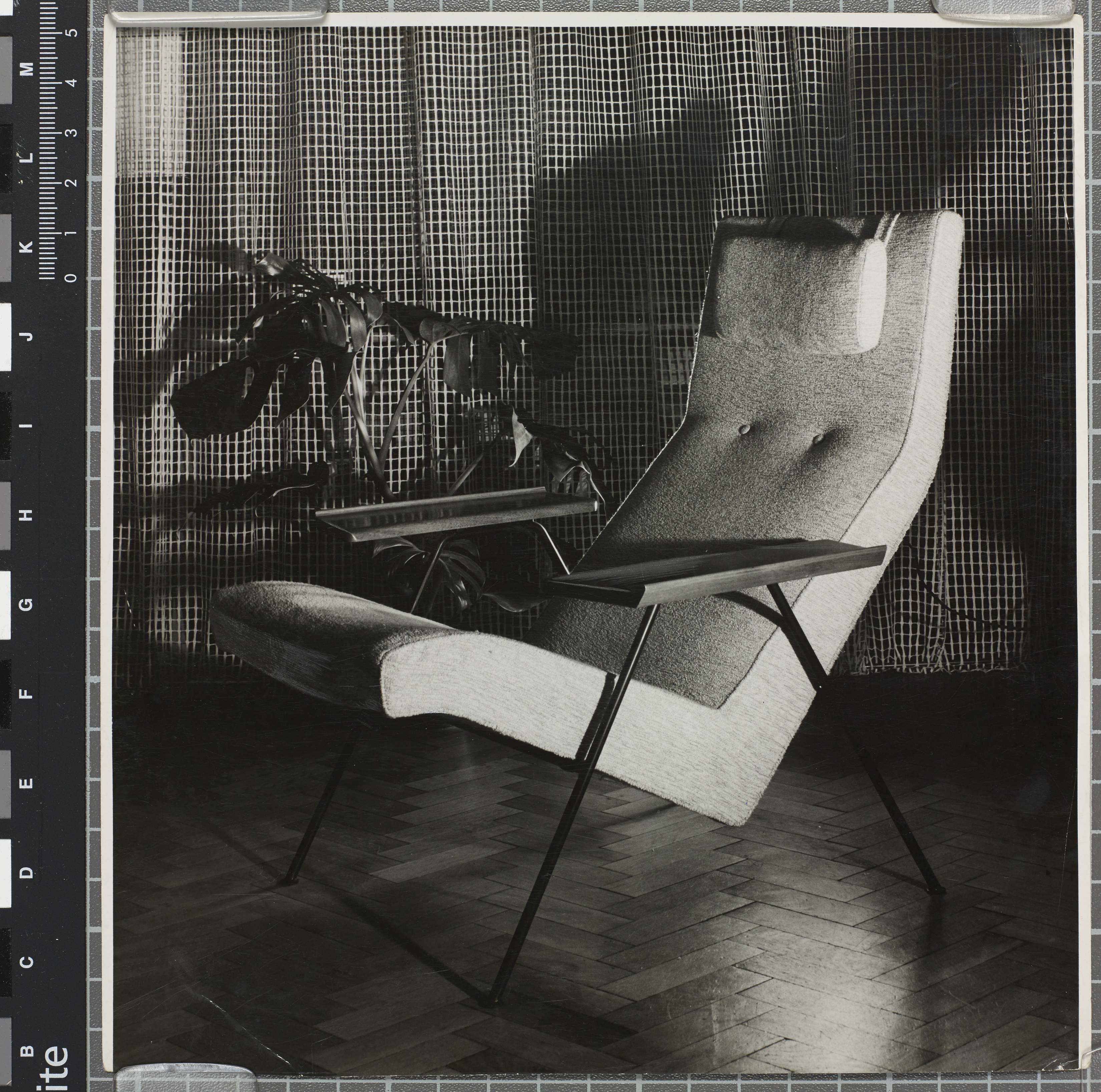
صندلی درازکش (رابین دی، ۱۹۵۲ میلادی)
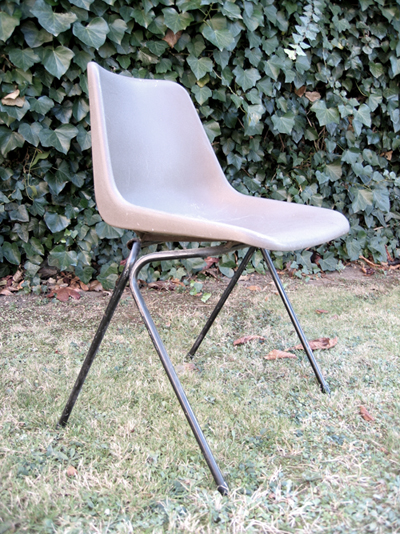
صندلی «پلی‌پروپیلن هیلی» (رابین دی، ۱۹۶۳ میلادی)
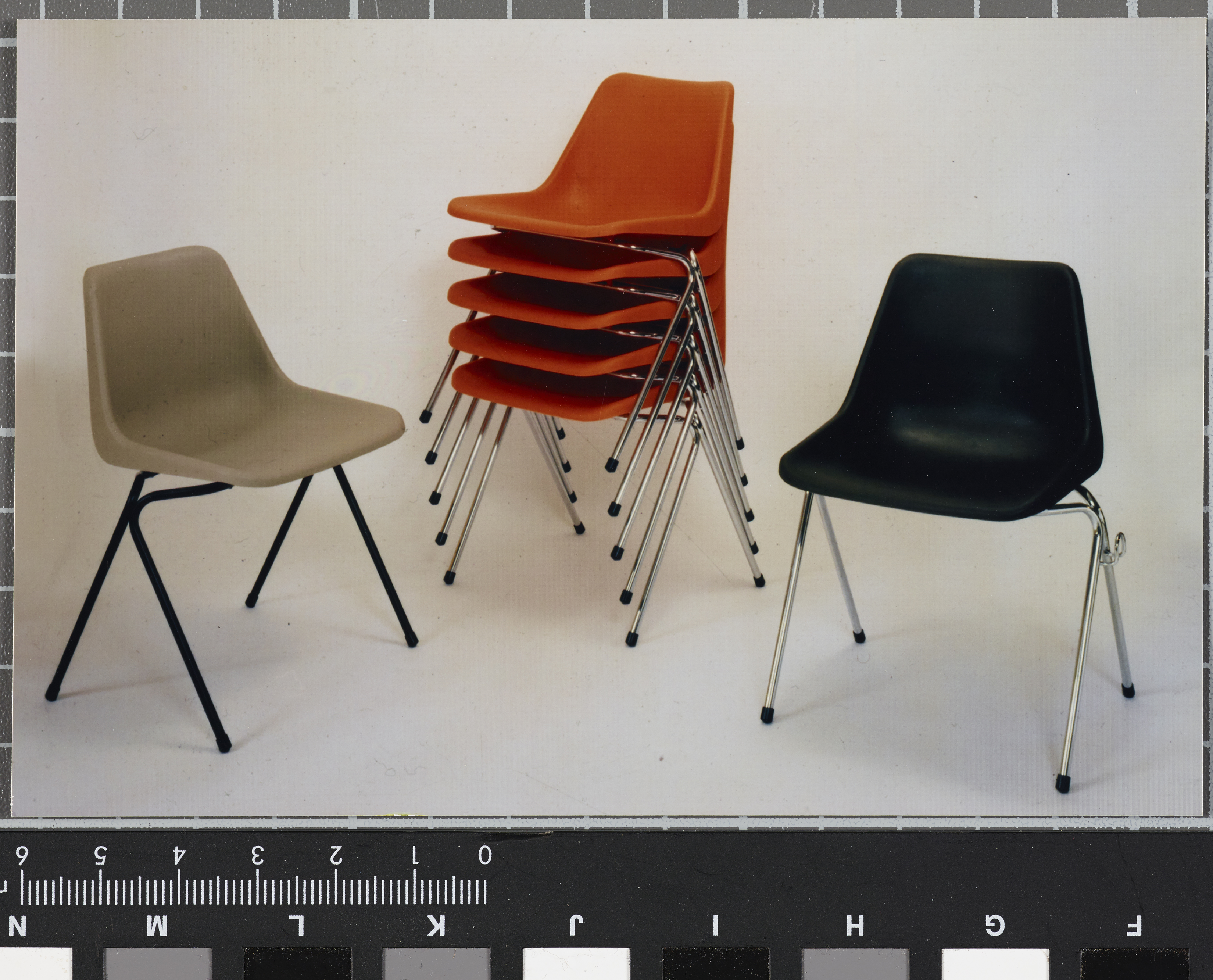
صندلی‌های «پُشتهٔ پلی‌پروپ» در رنگ‌های اصلی (زغالی، خاکستری روشن و سرخ آتشین) (رابین دی، ۱۹۶۴ میلادی)
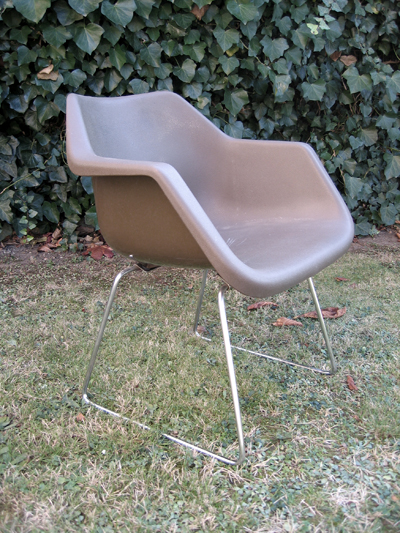
صندلی دسته‌دار «پلی‌پروپیلن هیلی» با پایهٔ اسکی (۱۹۶۷ میلادی)، طراحی شده توسط: رابین دی